# Hochschwabgruppe
Die Hochschwabgruppe ist eine Gebirgsgruppe der Nördlichen Kalkalpen in der nördlichen Steiermark. Das Gebirge erreicht seinen höchsten Punkt im namensgebenden Hochschwab mit 2277 m ü. A. Das Hauptmassiv ist stark verkarstet und besteht vorwiegend aus Wettersteinkalk. Das Gebiet entwässert größtenteils unterirdisch und ist von mehreren großen Höhlen durchzogen, darunter das Frauenmauer-Langstein-Höhlensystem mit über 45 Kilometern Länge. Von besonderer Bedeutung ist das Gebiet für die Wasserversorgung der Stadt Wien, die rund 60 % des Trinkwassers über die 1910 erbaute II. Wiener Hochquellenleitung bezieht. Durch Alpenvereinshütten, ein großes Wegenetz und mehrere Wintersportgebiete ist die Hochschwabgruppe für den Tourismus erschlossen.

## Lage
Die Gebirgsgruppe befindet sich im östlichen Teil der Nordalpen in der Steiermark.
Die Gruppe umgrenzt sich nach der Alpenvereinseinteilung der Ostalpen (AVE):
Großreifling – Salza – Wildalpen – Gußwerk – Wegscheid – Seebergsattel – Seegraben – Stübmingbach – Thörlbach bis Einmündung Mürz – Mürz bis Einmündung Mur – Mur bis Leoben – Vordernberger Bach – Präbichl – Erzbach – Hieflau – Enns bis Großreifling
Sie umfasst:
- das Hochschwabmassiv (Hochschwabgruppe im eigentlichen Sinne):[2]
Das ausgedehnte Kalksteinplateau umfasst eine Fläche von ca. 400 km² und wird im Osten durch den Seebergsattel und im Westen durch den Präbichl begrenzt. Nur dieses Massiv gehört zu den Kalkhochalpen der Nördlichen Kalkalpen.
  - die Aflenzer Staritzen (kann auch als östlicher Ausläufer des Hochschwabstocks gesehen werden)
  - die Zeller Staritzen,[2] ganz im Nordosten
  - Polster, Hochturm (Trenchtling), Pribitz, Meßnerin – das sind südliche Vorstöcke des Hochschwabs östlich des Präbichl
  - die nördlichen Randberge des Aflenzer Beckens, zum Hochschwabmassiv im Norden wenig abgegrenzt und schon mittelgebirgig, mit Ilgner Alpl, Aflenzer Bürgeralm, Oisching/Schießlingalm
- schon zur Grauwackenzone und zum zentralalpinen Kristallin gehörig:
  - die Berge zwischen Pichl-Großdorf und Etmißl
  - die beiden Gruppen um Kletschachkogel und Thalerkogel zwischen Vordernbergertal und Lamingtal
  - die Gruppe des Floning vom Lamingtal an den unteren Thörlbach

Landesüblich wird nur der kalkalpine Teil als Hochschwabgruppe bezeichnet, die von den Alpenvereinen systematischerweise (entlang der signifikanten orographischen Tallinie) dazugenommenen südlichen Teile, die gänzlich anderen landschaftlichen Gepräges sind, werden hierorts zu den Mürztaler Alpen (Mürzberge) gerechnet.

## Geologie

### Gesteinsbestand und Landformen

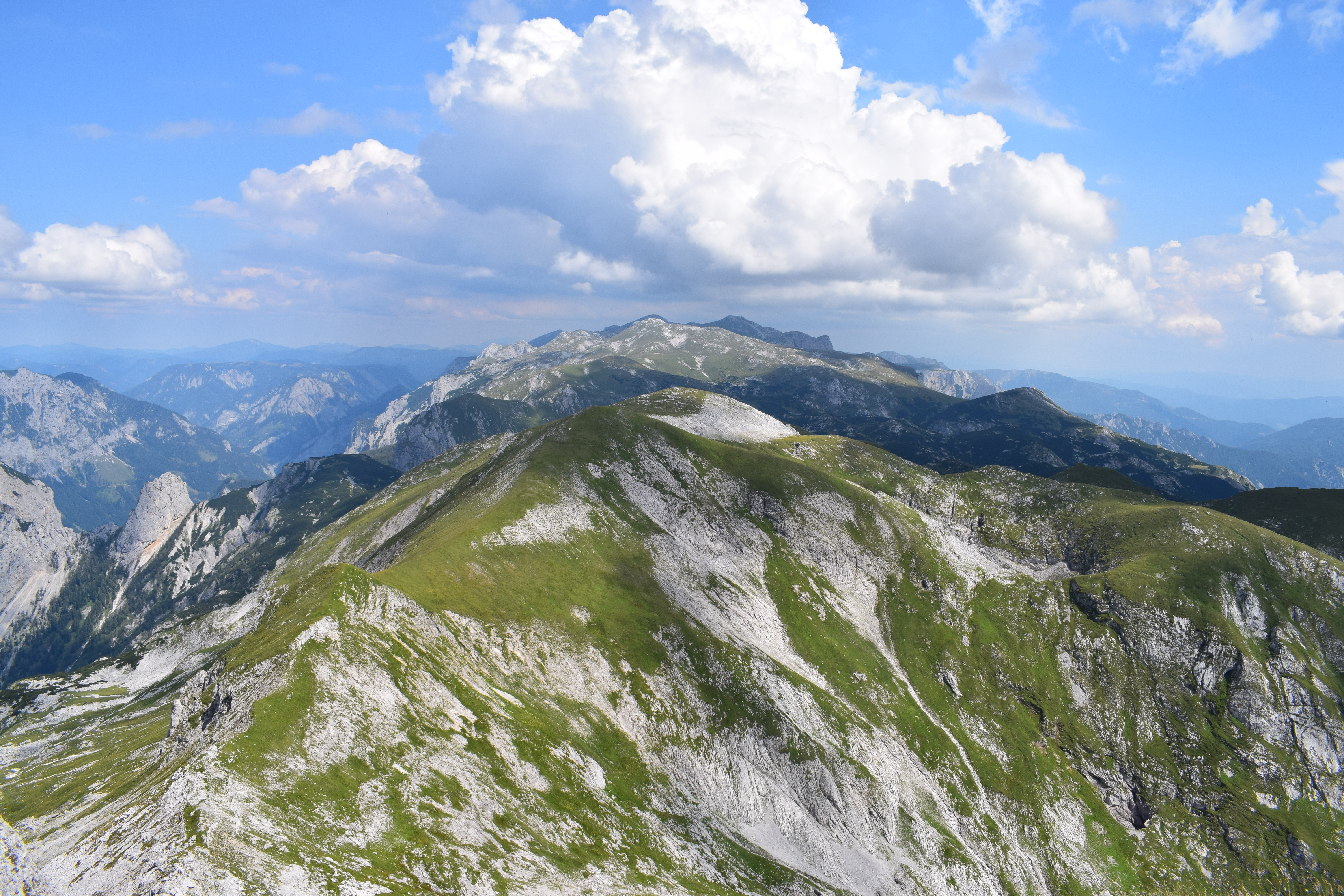
Blick vom Ebenstein nach Osten über das Hochschwab-Plateau, links das Tal der Salza, Hochschwabgipfel beschattet hinten mittig. Im Bild rechts unten typische Karstformationen (Schachthöhle)

Der Nordteil der Hochschwabgruppe gehört zu den Nördlichen Kalkalpen und besteht vorrangig aus Wettersteinkalk (am Plateau-Südrand auch Dachsteinkalk); beide sind leicht wasserlöslich und führen damit zu der typischen Verkarstung. Es handelt sich um ein Plateaugebirge mit Hochgebirgscharakter, wie es für den Ostteil der Nördlichen Kalkalpen typisch ist. Die Gipfel werden von einem weiträumigen System von Altflächen (im Zuge der Entstehung der Alpen im Miozän emporgehobene Flächen) umgeben, die sich oberhalb von 1330 Metern erstrecken und in sich meist ein sanft gewelltes Relief aufweisen. An ihren Rändern brechen diese Flächen zu den umgebenden Tälern hin jedoch in schroffen Steilwänden ab. Unterhalb des Wettersteinkalks befinden sich Werfener Schichten, die einige Kilometer westlich des Gipfels (etwa im Bereich des Sackwiesensees) ebenfalls zutage treten.
Im Südteil der Hochschwabgruppe, vom Präbichl ostwärts und nördlich des Aflenzer Beckens, ziehen sich Werfener Schichten (die klastische Basis der Kalkalpendecken) und die Grauwackenzone (deren Schiefergrundgebirge mit Porphyroiden und Kalken, die auch bedeutende Bodenschätze führen), was dieser Zone ihr mittelgebirgiges Relief gibt. Vom Präbichl zieht sich auch nordostwärts (Griesboden, Jassinggraben, Ochsenboden, Ghf. Bodenbauer) eine Aufwölbung von Werfener Schichten ins Kalkgebiet hinein, die die signifikante Südflanke des Hochschwabstocks im Quellgebiet von Laming und Ilgner Bach markiert. Die südlich davon befindlichen Berge Hochturm, Pribitz und Meßnerin sind aber reine Kalkstöcke.
Der Südrand der Hochschwabgruppe (Kletschachkogel und Floning) besteht aus zentralalpinem Altkristallin (Paragneis) und ist auch als Mittelgebirge geformt.

### Hydrogeologie

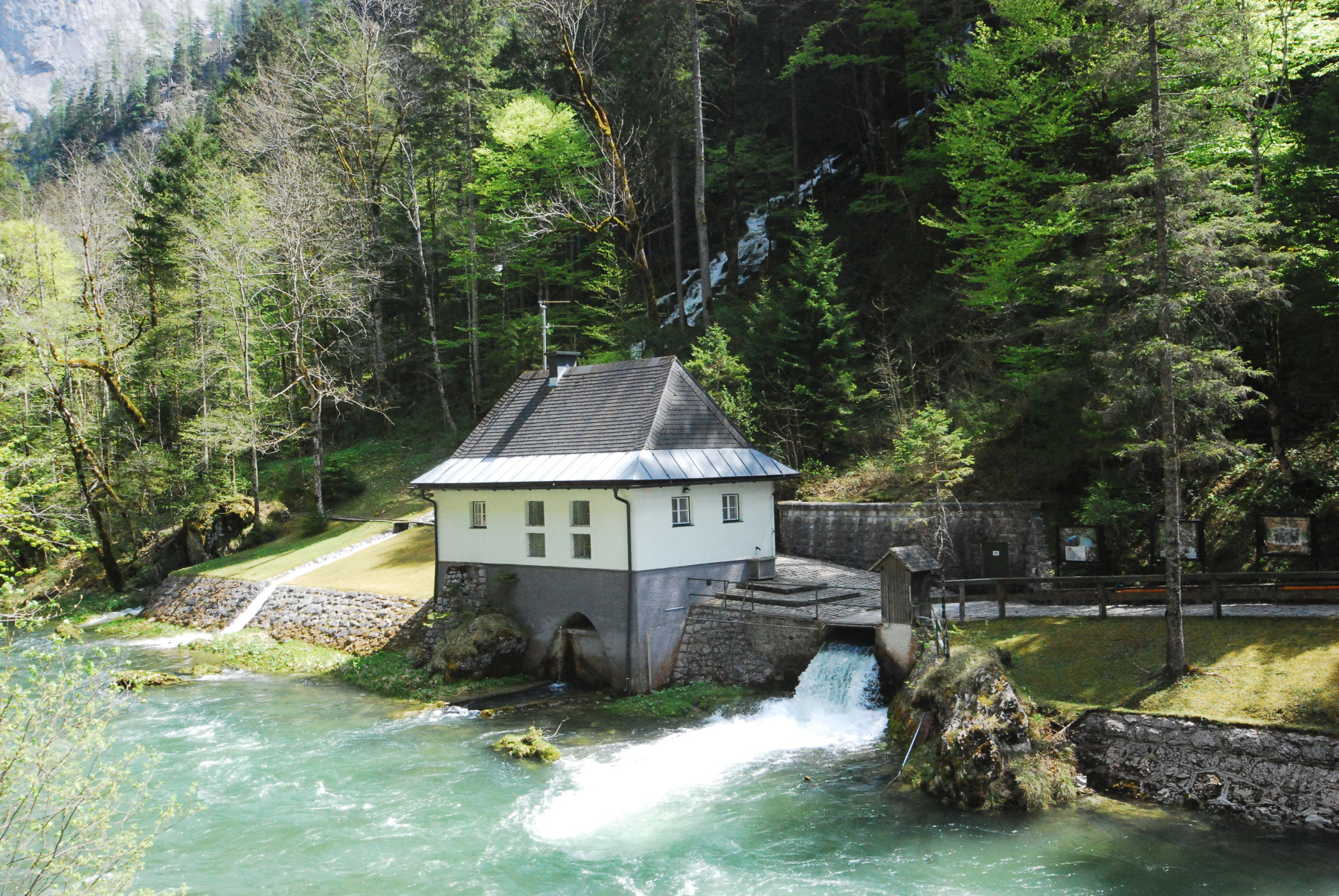
Kläfferquellen bei Wildalpen

Die tiefgründig verkarsteten Kalke entwässern größtenteils unterirdisch. So befinden sich in den Hochlagen keine größeren oberflächlichen Abflüsse. Der Großteil des Regen- und Schmelzwassers versickert in den Spalten und Dolinen des Kalkgesteins und sammelt sich in ausgedehnten Höhlensystemen. Die Kalke werden von Grundwasser stauenden Werfener Schichten unterlagert. Diese tonig-mergligen Ablagerungsgesteine erzwingen zahlreiche Quellaustritte und sind für die Abdichtung einiger Seebecken verantwortlich.
Im Norden der Hochschwabgruppe entspringen mehrere große Karstquellen. Die bedeutendsten sind die Kläfferquellen mit einer durchschnittlichen Schüttung von 5,4 m³/s, wobei das Minimum 0,46 und das Maximum 49 m³/s betragen. Sie sind somit eine der größten Quellgruppen der Ostalpen. Die Kläfferquellen und weitere Quellen werden in das Netz der II. Wiener Hochquellenleitung eingespeist. Die Bauarbeiten der 200 km langen Leitung wurden 1910 beendet. Die Stadt Wien wird zu 96 % mit Hochquellwasser versorgt. Davon stammen 60 % vom Hochschwab.

### Ehemalige Vergletscherung
Während der Würmeiszeit war der Nordteil der Hochschwabgruppe von einem Plateaugletscher bedeckt. Aufgrund geringer Eisbewegung sind die erwähnten Hochflächen nur wenig glazial überprägt. An ihren Randabstürzen und in Steilstufen zwischen den Flächen wurden jedoch Kare gebildet, die mit ihren Felswänden und Schutthalden und mit den zwischen ihnen aufragenden Graten den Hochgebirgscharakter des Hochschwabs prägen.

### Karst

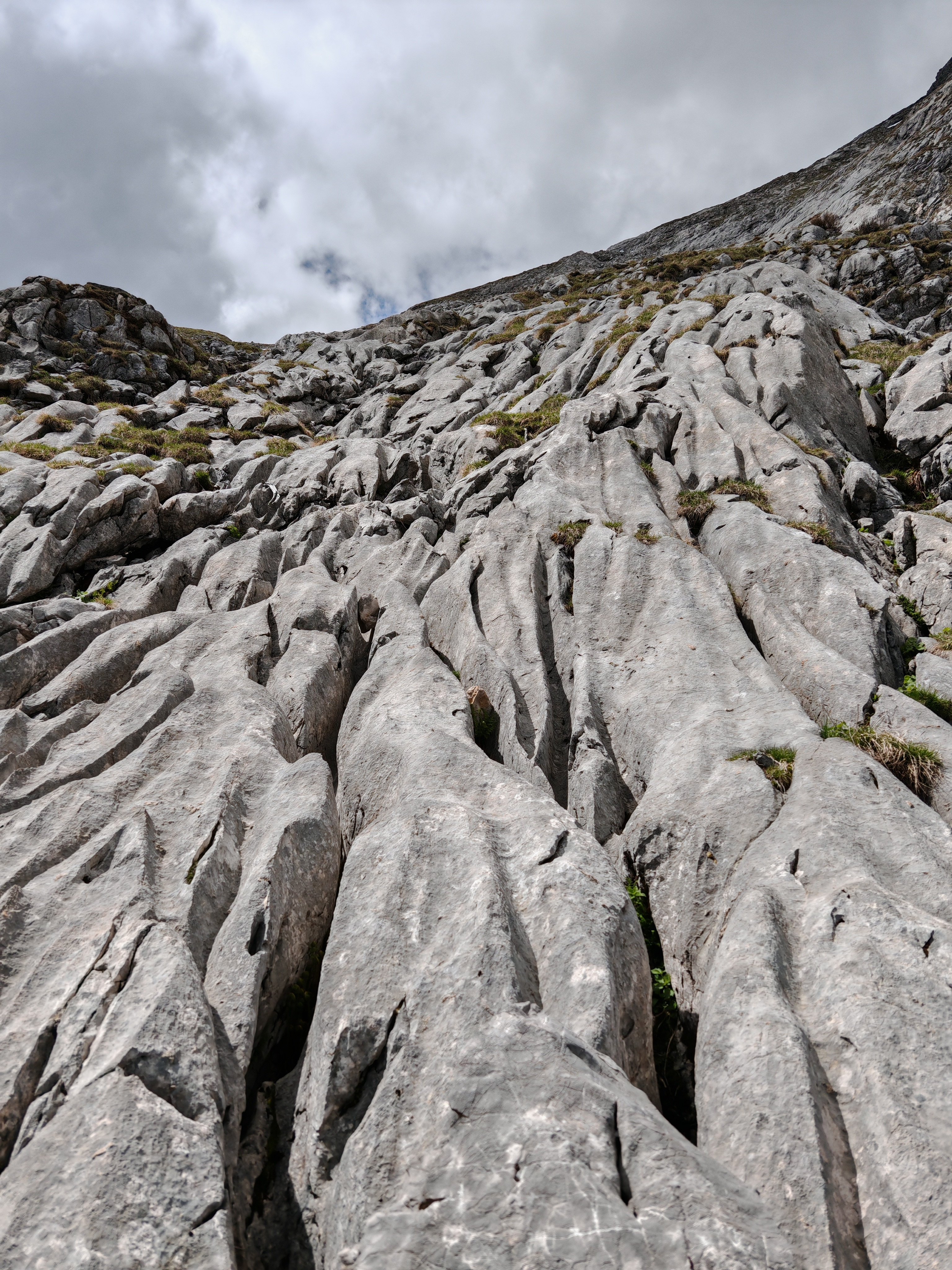
Rinnen- und Kluftkarren im Schönbergkar

Besonders die von Kalken aufgebauten Plateauanteile sind reich an oberirdischen Karstformen. Neben ausgedehnten Karrenfeldern prägen Dolinen oft das Landschaftsbild. Während die Formen meist im 10er-Meter Maßstab ausgebildet sind, gibt es vorwiegend auf den von der Gletschererosion wenig modifizierten Altflächen auch sehr große Formen von über 100 m Durchmesser. Die größte kartierte Doline befindet sich nördlich des Sackwiesensees im Bereich der Hochalm ⊙ und misst rund 600 × 300 m bei 70 m Tiefe. Daneben erreichen polygenetische Hohlformen, die durch glaziale Erosion und durch Verkarstung entstanden sind, ähnliche Ausmaße (Hochalpe ⊙, Öhler-Kar ⊙, Plotschboden ⊙). Im Bereich Wasser stauender Gesteine sind etliche poljenähnliche Formen ausgebildet. Zu erwähnen sind die Wasserböden ⊙ südwestlich des Brandsteins, sowie das Filzmoos ⊙, der Sackwiesensee und die Hohlform um die Sackwiesenalm ⊙ östlich davon.

### Höhlen

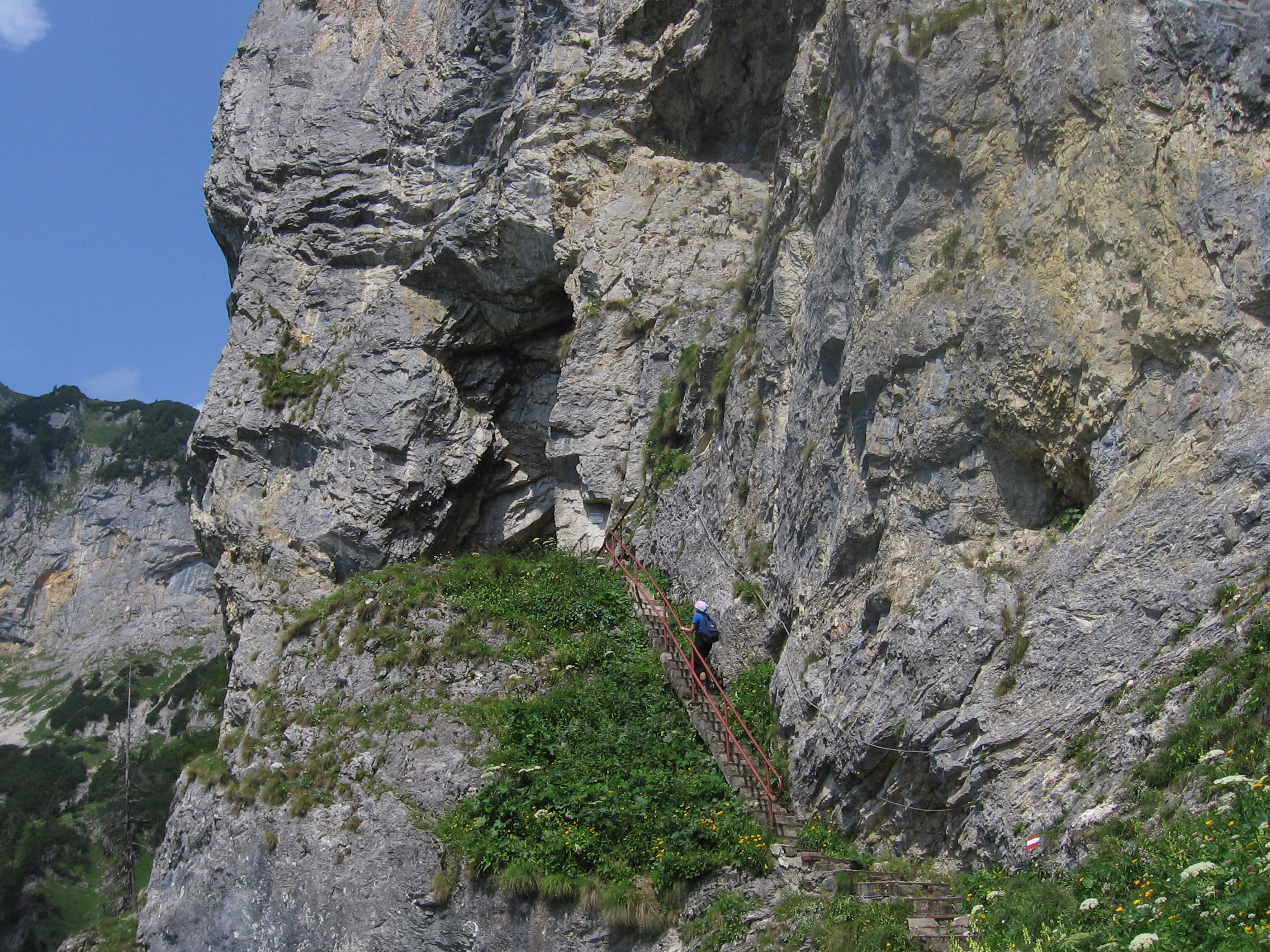
Zustieg zum Portal der Frauenmauerhöhle

Der gut verkarstungsfähige Wettersteinkalk bietet im Zusammenwirken mit dem übrigen Trennflächengefüge günstige Voraussetzungen für die Höhlenbildung. Mit Stand 2015 sind in der Katastergruppe 1740 (Hochschwabgruppe) des Österreichischen Höhlenverzeichnisses 932 Höhlen dokumentiert. 76 % aller Höhlen sind vadose Schachthöhlen, die meist schon in geringer Tiefe durch Felsblöcke oder Schnee blockiert sind. Höhlen mit ausgeprägter Horizontalerstreckung sind selten. Mit vermessenen 45143 m ist das Frauenmauer-Langstein-Höhlensystem (Kat.Nr. 1742/1) die längste Höhle der Hochschwabgruppe.
| Name                               | Kat.-Nr. | Vermessungslänge [m] | Vertikalerstreckung [m] |
| ---------------------------------- | -------- | -------------------- | ----------------------- |
| Frauenmauer-Langstein-Höhlensystem | 1742/1   | 45143                | 692                     |
| Hirschgrubenhöhle                  | 1744/450 | 5555                 | 201                     |
| Potentialschacht                   | 1744/475 | 1879                 | 107                     |
| Pfaffing Tropfsteinhöhle           | 1744/3   | 1775                 | 351                     |
| Speikbodenhöhle                    | 1744/650 | 1672                 | 277                     |

### Bergstürze

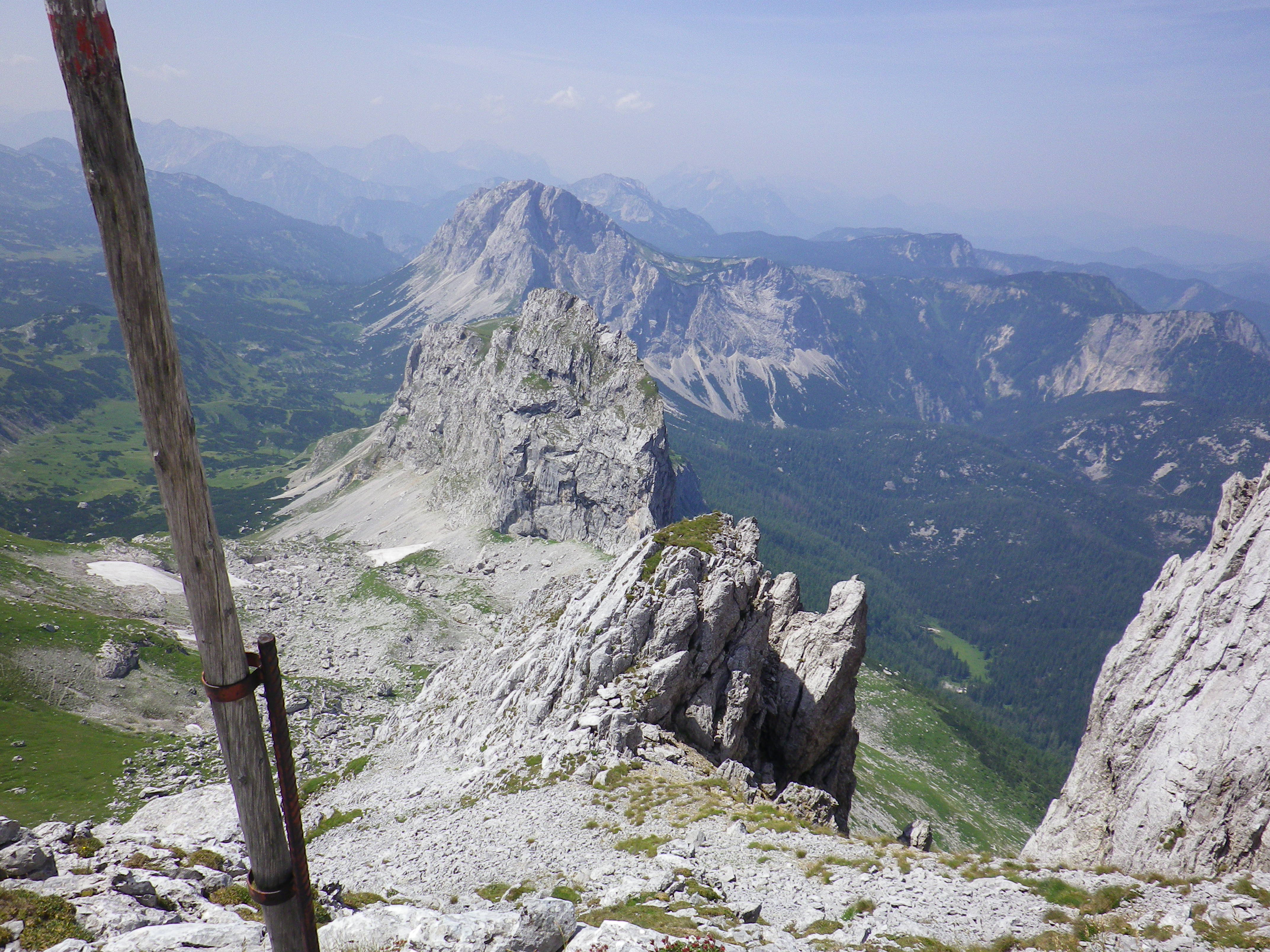
Blick vom Ebenstein nach Westen auf den Brandstein, Abbruchkante des Bergsturzes von Wildalpen (Sturzrichtung rechts)

Der Nordteil der Hochschwabgruppe war mehrmals Schauplatz riesiger Bergstürze. Insbesondere zu erwähnen ist der Bergsturz von Wildalpen, wo irgendwann zwischen 3900 und 3700 v. Chr. eine gewaltige Felsmasse zwischen Ebenstein, Großem Griesstein und Brandstein abbrach und nach Norden absackte. In weiterer Folge zerlegte sich die Sturzmasse und donnerte als Sturzstrom bis über das heutige Wildalpen hinaus in das Salzatal. Zwei weitere Bergstürze gab es in prähistorischer Zeit in Tragöß (von der Meßnerin unter Aufstauung des Grünen Sees und vom Trenchtling unter Aufstauung der Pfarrerlacke).

## Natur und Sehenswürdigkeiten

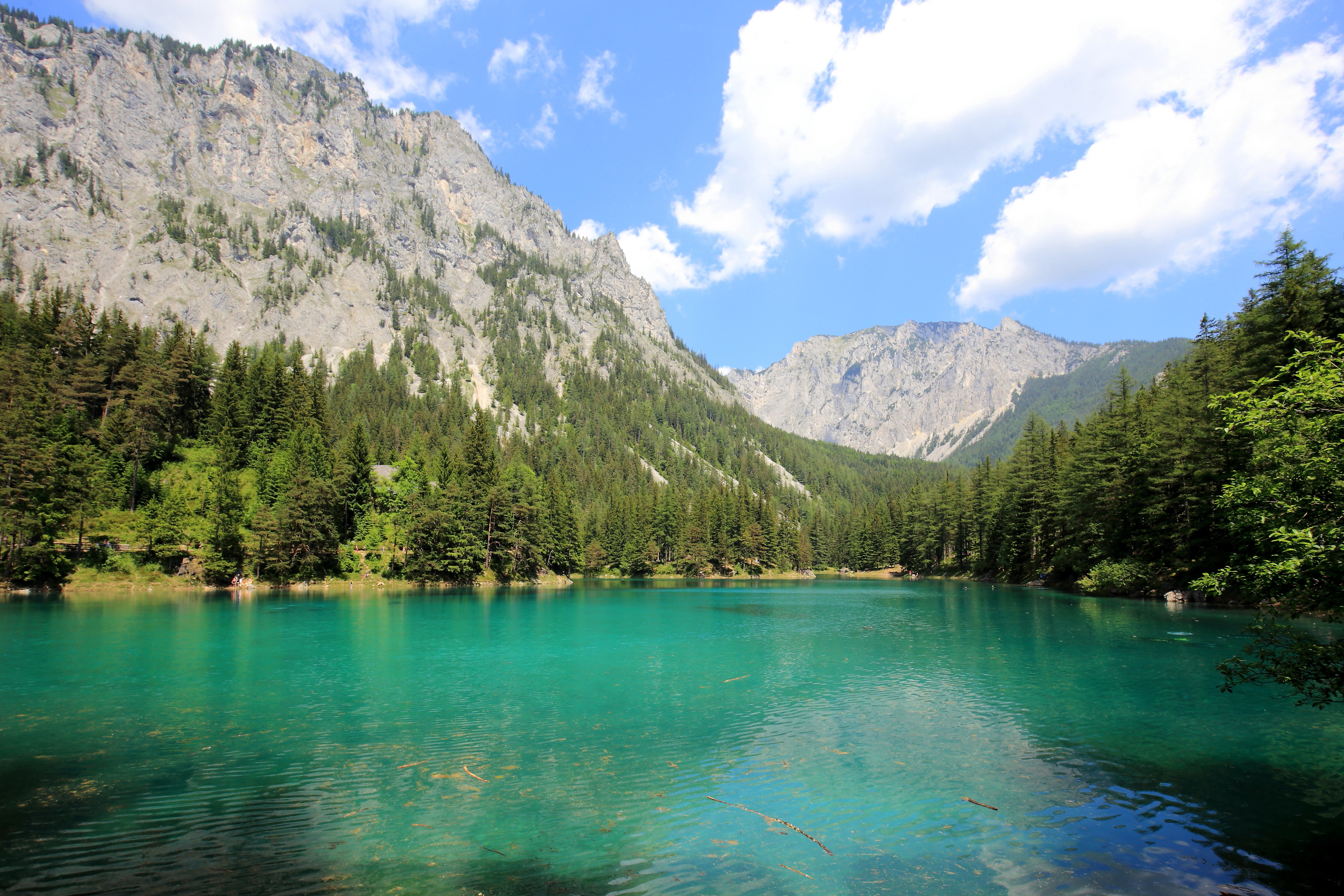
Grüner See in Tragöß

Zur intakten Fauna zählen unter anderem Alpenmurmeltiere, Gämsen, Alpensteinböcke, Auerhähne, Salamander und Kreuzottern. Am Hochschwab befindet sich das größte Gämsenrevier Europas. Dementsprechend ist auch die Gastronomie im ganzen Bereich auf diese Wildspezialitäten ausgerichtet. Die Flora ist besonders vielfältig: Unter anderem sind Aurikel, Frauenschuh, Kohlröschen, Edelweiß und verschiedene Arten von Enzianen zu finden.
Die Zweite Wiener Hochquellenleitung entnimmt ihr Wasser der Kläfferquelle im nördlichen Hochschwabgebiet (Gemeinde Wildalpen). Bei der Schneeschmelze fließen rund 10.000 Liter pro Sekunde. Zahlreiche Bauten der Leitung stehen unter Denkmalschutz.
Bemerkenswert ist das 2005 neu eröffnete Schiestlhaus des ÖTK (2154 m), das das weltweit höchstgelegene Passivhaus ist und den 120 Jahre alten Vorgängerbau ablöst. Auf der anderen Seite gibt es eine Reihe kleiner Almhütten, auf denen traditionelle Almwirtschaft, Gastronomie und einfache Übernachtung verbunden sind (Pfaffingalm, Fölzalm u. a.).
Beim Bodenbauer (Thörl) wurde vor einigen Jahren ein eigenes Hochschwabmuseum eröffnet. Einige Seen im Hochschwabgebiet, z. B. der Leopoldsteiner See bei Eisenerz, der Brunnsee bei Wildalpen oder der Grüne See von Tragöß, bieten Trinkwasserqualität. Weitere bekannte Stehgewässer sind der Sackwiesensee bei Tragöß und der Teufelssee zwischen Eisenerz und Wildalpen.

## Schutzhütten in der Hochschwabgruppe

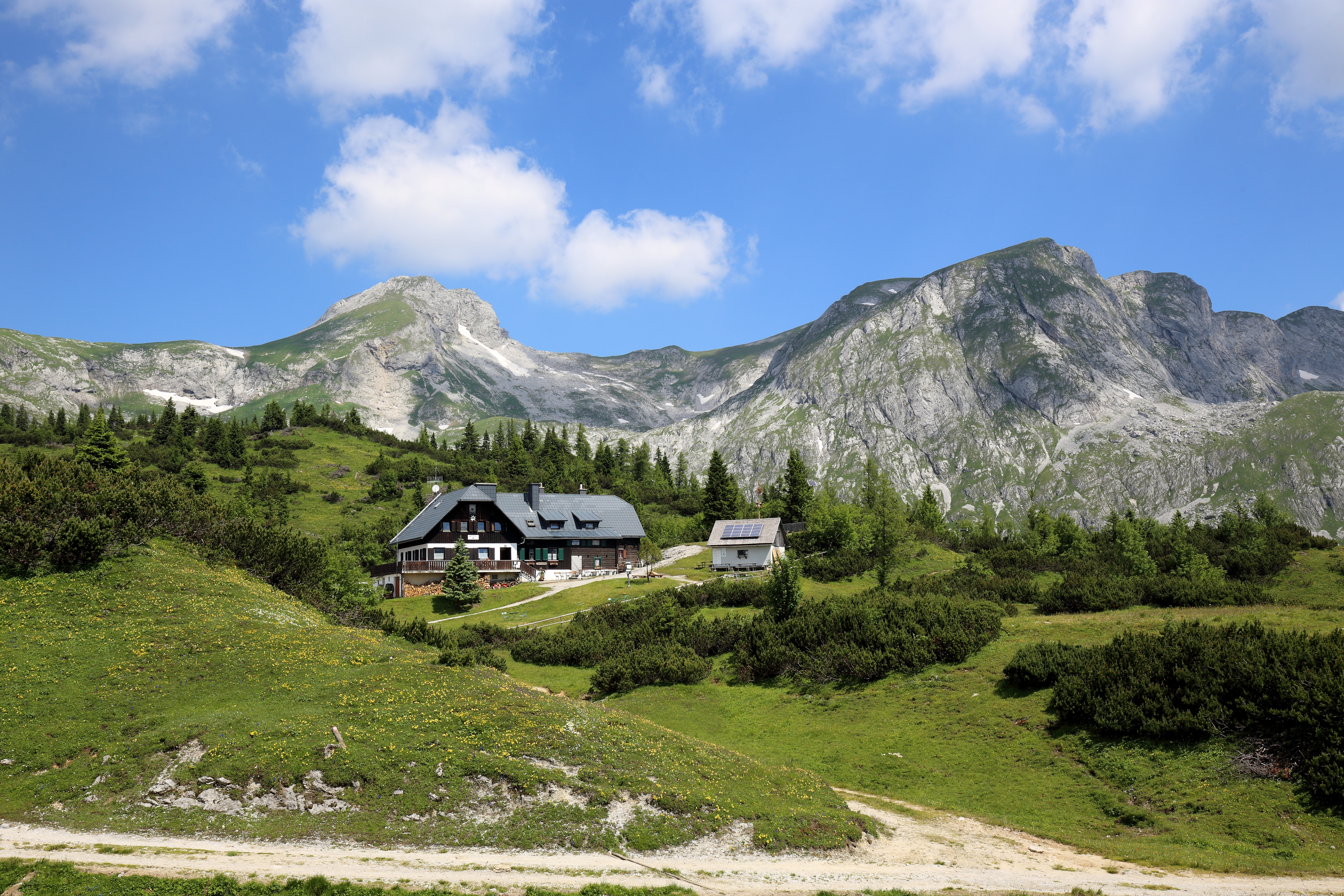
Sonnschienalm mit Sonnschienhütte

- Voisthaler Hütte (1654 m) – ÖAV, in zentraler Lage, am Fuße der Edelspitzen
- Sonnschienhütte (1523 m) – ÖAV, auf der gleichnamigen Alm, im Westen der Gebirgsgruppe, am Fuße des Ebensteins
- Leobner Hütte (1582 m) – ÖAV, im Südwesten der Gebirgsgruppe, erreichbar von der Präbichl – Passhöhe
- Schiestlhaus (2154 m) – ÖTK, nordöstlich des Hochschwabgipfels
- Fleischer-Biwak (2153 m) – ÖAV, am westlichen Schwabenboden
- Fölzalm (1484 m) – privat, zwei Almgasthäuser, umgeben von eindrucksvollen Fels- und Klettergipfeln (z. B. Winkelkogel, Schartenspitze an der Westwand der Mitteralm)
- Häuslalm (1526 m) – privat, auf der Hochfläche zwischen Sonnschienalm im Westen und Hochschwabgipfel im Osten
- Gsollalm (1201 m) – privat, am Fuße der Frauenmauer, im Westen der Gebirgsgruppe
- Pfaffingalm (1550 m) – privat, auf der gleichnamigen Almfläche im Westen zwischen Brandstein, Frauenmauer und Sonnschienalm

## Markante Erhebungen bzw. Gipfel der Hochschwabgruppe
- Hochschwab (2277 m)
- Zagelkogel (2255 m)
- Ringkamp (2153 m)
- Ebenstein (2123 m)
- Karlhochkogel (2096 m)

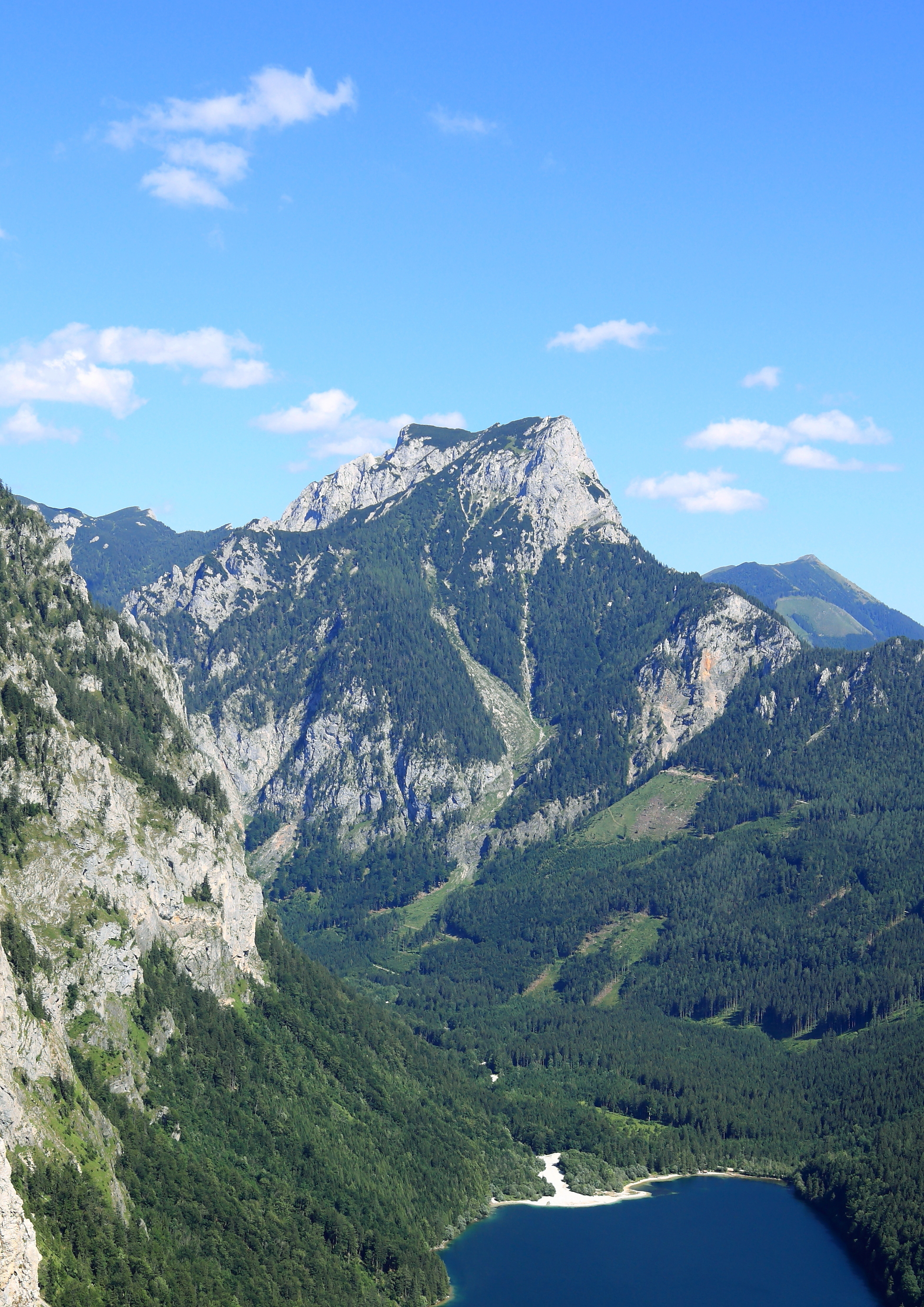
Pfaffenstein mit Leopoldsteiner See im Vordergrund

- Trenchtling (Hochturm) (2081 m)
- Großer Griesstein (2023 m)
- Fölzkogel (2022 m) und Fölzstein (1946 m)
- Großer Beilstein (2015 m)
- Hochweichsel (Aflenzer Staritzen) (2006 m)
- Brandstein (2003 m)
- Riegerin (1939 m)
- Pfaffenstein (1871 m)
- Festlbeilstein (1847 m)
- Meßnerin (1835 m)
- Hochblaser (1771 m)
- Thalerkogel (1655 m)
- Floning (1583 m)
- Pribitz (1579 m)
- Kampeck (1524 m)
- Kletschachkogel (1457 m)

### Liste von Gipfeln nach Schartenhöhe
| Nr. | Gipfel          | Höhe (m) | Schartenhöhe (m) |
| --- | --------------- | -------- | ---------------- |
| 1.  | Hochschwab      | 2277     | 1051             |
| 2.  | Meßnerin        | 1835     | 620              |
| 3.  | Floning         | 1583     | 576              |
| 4.  | Zinken          | 1619     | 525              |
| 5.  | Hochturm        | 2081     | 521              |
| 6.  | Stangl          | 1592     | 511              |
| 7.  | Thalerkogel     | 1655     | 501              |
| 8.  | Riegerin        | 1939     | 494              |
| 9.  | Brandstein      | 2003     | 446              |
| 10. | Kaltmauer       | 1929     | 409              |
| 11. | Oisching        | 1699     | 408              |
| 12. | Ilgner Alpl     | 1506     | 396              |
| 13. | Spielmäuer      | 1360     | 370              |
| 14. | Kampl           | 1990     | 364              |
| 15. | Mieskogel       | 1554     | 364              |
| 16. | Griesmauerkogel | 2034     | 357              |
| 17. | Ebenstein       | 2123     | 348              |

## Weitwanderwege
Die Hochschwabgruppe wird von den folgenden Weitwanderwegen durchquert:
- Nord-Süd-Weitwanderweg 05
- Nordalpenweg 01
- Europäischer Fernwanderweg E4 (alpin)
- Europäischer Fernwanderweg E6
- Steirischer Landesrundwanderweg
- Vom Gletscher zum Wein

## Wichtige Talorte
Hochschwabmassiv i. e. S.:
- Seewiesen
- Aflenz
- Eisenerz
- Vordernberg
- Weichselboden
- Wildalpen
- Tragöß

Hochschwabgruppe i. w. S.:
- Leoben
- Bruck an der Mur
- Trofaiach

## Karten
- Alpenvereinskarte Bl. 18 Hochschwabgruppe, 1:50.000; Österreichischer Alpenverein 2017; ISBN 978-3-937530-62-8.
- Gerhard Bryda, Dirk van Husen: Geologische Karte der Republik Österreich 1:50.000 - 101 Eisenerz. Hrsg.: Geologische Bundesanstalt. Wien 2010 (geologie.ac.at [PDF; abgerufen am 17. Dezember 2024]).
- Gerhard Bryda, Dirk van Husen et al.: Geologische Karte der Republik Österreich 1:50.000 - 102 Aflenz Kurort. Hrsg.: Geologische Bundesanstalt. Wien 2020 (geologie.ac.at [PDF; abgerufen am 17. Dezember 2024]).